# Agrias oudini
Agrias oudini är en fjärilsart som beskrevs av Le Moult 1931. Agrias oudini ingår i släktet Agrias och familjen praktfjärilar. Inga underarter finns listade i Catalogue of Life.